# Союз 90/Зелені
Союз 90/Зелені (Bündnis 90/Die Grünen) — німецька політична партія, утворена 1993 року внаслідок злиття Партії зелених і «Союзу 90».
Із 29 січня 2022 року лідерами партії є Рікарда Ланґ та Омід Нуріпур.
На федеральних виборах 2009 року партія отримала 10,7 % голосів і 68 із 622 місць у Бундестазі, на федеральних виборах 2017 року — 8,9 % голосів та 67 з 709 місць, на виборах 2021 року — 14,8 % і 118 із 736 місць у Бундестазі та ввійшла до урядової коаліції.

## Історія
1979 — у ФРН внаслідок об'єднання низки неформальних громадських організацій, насамперед — екологічних і ліво-соціалістичних утворилася Партія зелених. Її виборці та симпатики були вихідцями з позапарламентських рухів протесту, як-от, наприклад, антиядерного руху, руху за мир, рухів громадських ініціатив, а також груп захисників навколишнього середовища.
24 листопада 1989 — у НДР заснували «Союз 90». У Західному Берліні 1978 року створили Альтернативний список (повна назва — Альтернативний список за демократію і захист навколишнього середовища), який став філіалом Партії зелених 1980 року. 1993 року вони об'єдналися в єдину партію.
1998—2005 — партія разом із соціал-демократами формувала коаліційний уряд Німеччини. Її лідер — Йошка Фішер (нім. Joschka Fischer) — обійняв посаду міністра закордонних справ. Тоді партія зіткнулася з необхідністю брати участь у реальній зовнішній політиці, пов'язаній із вирішенням збройних конфліктів. З цього часу Зелені терпимо ставляться до членства Німеччини в НАТО, однак протиріччя між переконаними пацифістами та прихильниками компромісів у сфері зовнішньополітичної концепції залишається в партії достатньо гострим.
Після виборів до Бундестагу 2021 року разом із соціал-демократами та вільними демократами партія сформувала урядову коаліцію. Зелені отримали 5 із 16 міністерських портфелів.
Ключова теза політичної позиції німецьких Зелених — довготривалий розвиток. У політичних суперечках Зелені спираються на поняття «Довгострокове планування» стосовно захисту довкілля. Іншими словами, Зелені виступають за економне використання природних ресурсів. Звідси витікає, наприклад, пристрасть зелених до відновлюваних джерел енергії. Останнім часом німецькі Зелені все більшу увагу приділяють проблемі глобальної зміни клімату, у тому числі й у соціальному контексті

## Відомі політики
- Йошка Фішер — віцеканцлер Німеччини та міністр закордонних справ в уряді Герхарда Шредера (1998—2005).
- Ребекка Гармс — член політради Союзу 90/Зелені, член Комітету в Європейському парламенті з питань парламентської співпраці між Україною та ЄС та заступниця Комітету з питань охорони навколишнього середовища.
- Анналена Бербок — співголова партії (2018—2022), Міністр закордонних справ Німеччини в уряді Олафа Шольца з 8 грудня 2021.
- Роберт Габек — співголова партії (2018—2022), Віцеканцлер Німеччини та Федеральний міністр економіки та захисту клімату в уряді Олафа Шольца з 8 грудня 2021 року.
- Найк Славік
- Тесса Ганзерер
- Вернер Шульц